# Selbstbeschreibende Zahl
Als selbstbeschreibende Zahl bezeichnet man eine natürliche Zahl m, bei der die an n-ter Stelle befindliche Ziffer die Häufigkeit angibt, mit der die Ziffer n-1 in dieser Zahl vorkommt. Die Zahl ist also in dem Sinn selbstbeschreibend, als sich die Zahl allein aus Kenntnis ihrer Ziffern rekonstruieren lässt. Sie ist b Stellen lang, besteht nur aus den Ziffern 0, 1, …, b-1 und wird in der Basis b angegeben.

## Beispiele
Ein Beispiel einer im Dezimalsystem  (also mit der Basis 10) selbstbeschreibenden Zahl ist 6210001000, da die Zahl sechs Nullen, zwei Einsen, eine Zwei, null Dreien, null Vieren, null Fünfen, eine Sechs, null Siebener, null Achter und null Neuner enthält.
Einige selbstbeschreibende Zahlen kann man der folgenden Tabelle entnehmen:
| Basis b                 | selbstbeschreibende Zahl in dieser Basis b (Folge A138480 in OEIS) | Wert der Zahl im Dezimalsystem (Folge A108551 in OEIS) |
| ----------------------- | ------------------------------------------------------------------ | --- |
| {\displaystyle 4}       | {\displaystyle 1210,2020}                                          | {\displaystyle {\underline {1}}\cdot 4^{3}+{\underline {2}}\cdot 4^{2}+{\underline {1}}\cdot 4^{1}+{\underline {0}}\cdot 4^{0}=64+32+4=100} {\displaystyle {\underline {2}}\cdot 4^{3}+{\underline {0}}\cdot 4^{2}+{\underline {2}}\cdot 4^{1}+{\underline {0}}\cdot 4^{0}=2\cdot 64+2\cdot 4=136} |
| {\displaystyle 5}       | {\displaystyle 21200}                                              | {\displaystyle {\underline {2}}\cdot 5^{4}+{\underline {1}}\cdot 5^{3}+{\underline {2}}\cdot 5^{2}=2\cdot 625+125+2\cdot 25=1425} |
| {\displaystyle 7}       | {\displaystyle 3211000}                                            | {\displaystyle {\underline {3}}\cdot 7^{6}+{\underline {2}}\cdot 7^{5}+{\underline {1}}\cdot 7^{4}+{\underline {1}}\cdot 7^{3}=3\cdot 117649+2\cdot 16807+2401+343=389305} |
| {\displaystyle 8}       | {\displaystyle 42101000}                                           | {\displaystyle {\underline {4}}\cdot 8^{7}+{\underline {2}}\cdot 8^{6}+{\underline {1}}\cdot 8^{5}+{\underline {1}}\cdot 8^{3}=4\cdot 2097152+2\cdot 262144+32768+512=8946176} |
| {\displaystyle 9}       | {\displaystyle 521001000}                                          | {\displaystyle {\underline {5}}\cdot 9^{8}+{\underline {2}}\cdot 9^{7}+{\underline {1}}\cdot 9^{6}+{\underline {1}}\cdot 9^{3}=5\cdot 43046721+2\cdot 4782969+531441+729=225331713} |
| {\displaystyle 10}      | {\displaystyle 6210001000}                                         | {\displaystyle {\underline {6}}\cdot 10^{9}+{\underline {2}}\cdot 10^{8}+{\underline {1}}\cdot 10^{7}+{\underline {1}}\cdot 10^{3}=6\cdot 1000000000+2\cdot 100000000+10000000+1000=6210001000} |
| {\displaystyle 11}      | {\displaystyle 72100001000}                                        | {\displaystyle {\underline {7}}\cdot 11^{10}+{\underline {2}}\cdot 11^{9}+{\underline {1}}\cdot 11^{8}+{\underline {1}}\cdot 11^{3}=7\cdot 25937424601+2\cdot 2357947691+214358881+1331=186492227801}                                                                                              |
| {\displaystyle 12}      | {\displaystyle 821000001000}                                       | {\displaystyle {\underline {8}}\cdot 12^{11}+{\underline {2}}\cdot 12^{10}+{\underline {1}}\cdot 12^{9}+{\underline {1}}\cdot 12^{3}=6073061476032} |
| {\displaystyle 13}      | {\displaystyle 9210000001000}                                      | {\displaystyle {\underline {9}}\cdot 13^{12}+{\underline {2}}\cdot 13^{11}+{\underline {1}}\cdot 13^{10}+{\underline {1}}\cdot 13^{3}=213404945384449} |
| {\displaystyle 14}      | {\displaystyle A2100000001000}                                     | {\displaystyle {\underline {10}}\cdot 14^{13}+{\underline {2}}\cdot 14^{12}+{\underline {1}}\cdot 14^{11}+{\underline {1}}\cdot 14^{3}=8054585122464440} |
| {\displaystyle 15}      | {\displaystyle B21000000001000}                                    | {\displaystyle {\underline {11}}\cdot 15^{14}+{\underline {2}}\cdot 15^{13}+{\underline {1}}\cdot 15^{12}+{\underline {1}}\cdot 15^{3}=325144322753909625} |
| {\displaystyle 16}      | {\displaystyle C210000000001000}                                   | {\displaystyle {\underline {12}}\cdot 16^{15}+{\underline {2}}\cdot 16^{14}+{\underline {1}}\cdot 16^{13}+{\underline {1}}\cdot 16^{3}=13983676842985394176} |
| {\displaystyle \ldots } | {\displaystyle \ldots }                                            | {\displaystyle \ldots } |

Bei höheren Basen größer als 10 ist es üblich, dass man aus Ermangelung an weiteren Ziffern A=10, B=11, C=12 etc. setzt.

## Eigenschaften
- Bei selbstbeschreibenden Zahlen ist die Anzahl der Stellen der Zahl gleich der Basis b (laut Definition).
- Bei selbstbeschreibenden Zahlen ist die Ziffernsumme gleich der Anzahl der Stellen der Zahl.
- Bei selbstbeschreibenden Zahlen ist die Ziffernsumme gleich der Basis b.
- Eine selbstbeschreibende Zahl ist immer ein Vielfaches ihrer Basis b.
- Bei selbstbeschreibenden Zahlen ist die letzte Ziffer (an der Einerstelle, die angibt, wie oft die Ziffer b-1 in der Zahl, in der Basis b geschrieben, vorkommt) immer eine Null.
- Selbstbeschreibende Zahlen in der Basis b sind immer Harshad-Zahlen (das heißt, sie sind immer durch ihre Ziffernsumme teilbar, wenn man sie in ihrer Basis b schreibt).
- Es gibt keine selbstbeschreibenden Zahlen, die aus zwei, drei oder sechs Ziffern bestehen.

## Verallgemeinerung
Wenn man erlaubt, dass die Anzahl der Stellen kleiner ist als die Basis b, die Ziffern aber trotzdem angeben, wie oft sie in der Zahl vorkommen, so heißt die Zahl autobiographische Zahl.
Beispiel:
Die Zahl 42101000 ist in der Basis 8 (mit den acht Ziffern 0 bis 7) eine selbstbeschreibende Zahl, weil sie aus 4 Nullen, 2 Einsen, 1 Zweier, 0 Dreier, 1 Vierer, 0 Fünfer, 0 Sechser und 0 Siebener besteht. Mehr Ziffern gibt es nicht im Achtersystem. Die Zahl 42101000 ist aber im Dezimalsystem (also mit der Basis 10 mit den zehn Ziffern 0 bis 9) keine selbstbeschreibende Zahl, weil sie keine 10 Stellen hat. Sie ist aber eine autobiographische Zahl, weil sie, wie vorher, natürlich noch immer aus 4 Nullen, 2 Einsen, 1 Zweier, 0 Dreier, 1 Vierer, 0 Fünfer, 0 Sechser und 0 Siebener besteht. Es gibt zwar mehr Ziffern im Dezimalsystem (die Anzahl der Achter und der Neuner fehlt in der Zahl), bei autobiographischen Zahlen ist die Angabe aller höheren Ziffern aber nicht notwendig, solange sie in der Zahl nicht vorkommen.